# Heinrich-Heine-Schule (Darmstadt)

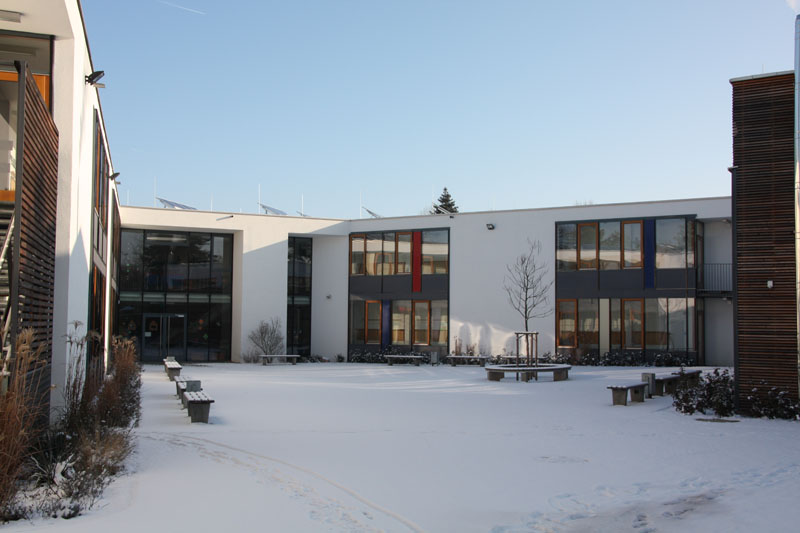
Schulhof im Winter

Die Heinrich-Heine-Schule (kurz HHS) ist eine Grundschule im Darmstädter Stadtteil Bessungen. Die Schule wurde nach dem Dichter, Schriftsteller und Journalisten Heinrich Heine (1797–1856) benannt.

## Geschichte
Die Heinrich-Heine-Schule wurde im Jahr 1965 von der Wilhelm-Leuschner-Schule abgetrennt und ist seither eine selbständige Grundschule. 
Nachdem im Jahre 2004 das alte Gebäude, welches nur als Provisorium gedacht war, nach 40 Jahren für nicht mehr sanierungsfähig befunden wurde, siedelte die Schule im Sommer 2005 als Interimslösung in Unterrichtscontainer auf dem Gelände der ehemaligen Kfz-Zulassungsstelle am Donnersbergring um. 
Das alte Schulgebäude wurde abgerissen und an dessen Stelle ein neues zweistöckiges Schulhaus errichtet, das auf dem mit dem ersten Preis ausgezeichneten Wettbewerbsentwurf des Architekturbüros AG 5 aus Darmstadt basiert. Das neue Schulgebäude wurde zum Jahresende 2007 bezogen.

## Gebäude

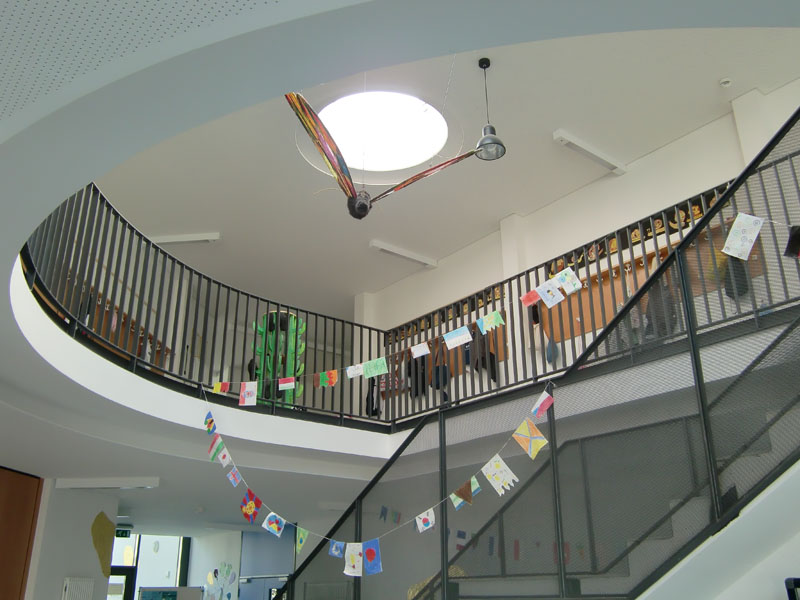
Foyer

Der Neubau der Heinrich-Heine-Schule besteht aus zwei seitlichen Flügeln mit dazwischenliegendem Foyer. Im Süden befindet sich die separat angeordnete Turnhalle mit einem überdachten Brückenübergang  zu den Klassenräumen.
Durch die zweigeschossige Bauweise konnte eine klare funktionale Trennung in Klassenräume und Funktionsräume vorgenommen werden. 
Im Obergeschoss sind in beiden Flügeln alle acht Klassenräume mit jeweils dazwischenliegenden Gruppenräumen angeordnet. Jeweils eine Klassenstufe teilt sich einen Gruppenraum, der besonders für den differenzierten Unterricht zum Einsatz kommt.
Verwaltung, flexibler Mehrzweckraum, Werkraum, Computerraum sowie die Räume der Betreuung sind über die beiden Flügel verteilt im Erdgeschoss untergebracht.
Durch die Dreiecksform der Schule und die parallel zu den angrenzenden Wegen angeordneten Schulgebäude ist ein halboffener geschützter Innenhof entstanden und wird gleichzeitig eine Lärmminderung zum umgebenden Wohngebiet bewirkt.
Vernetztes Gebäude: Zur Energieeffizienz trägt der  Einsatz von integrierten Systemen für die Haustechnik sowie die Verwendung einer Client-Server-Computer-Architektur bei. Auf dem Flachdach der Schule befindet sich seit 2009 eine Photovoltaikanlage.
Als differenzierte Freiflächen stehen der zentrale Pausenhof, Spielflächen mit Klettergerüst, Grünflächen um die Gebäude sowie ein Schulgarten zur Verfügung.

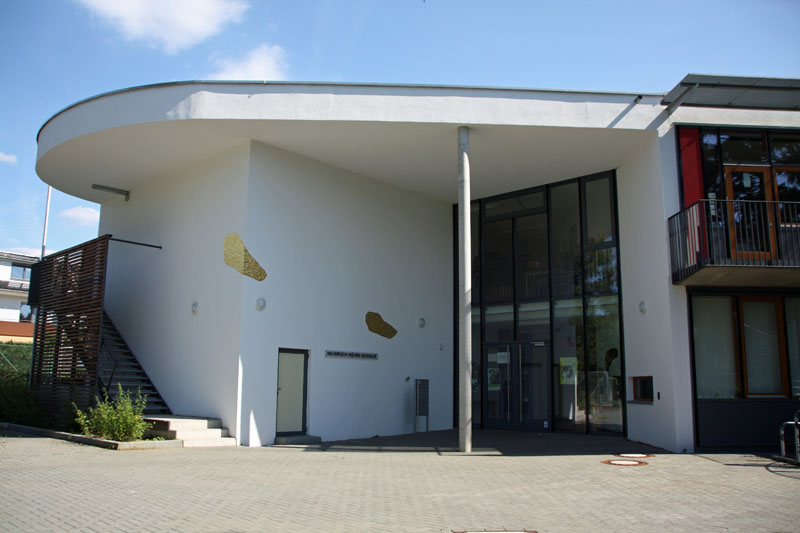
Eingang

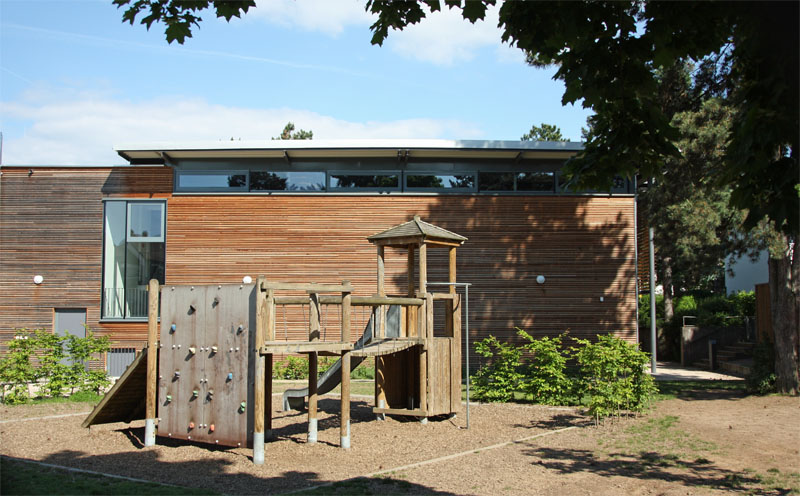
Turnhalle

## Schulleben

### Programme
- Mit Beginn des Schuljahres 2008/09 wurde die Heinrich-Heine-Schule offiziell in das Deutsch & PC Schulnetz aufgenommen.
- In Kooperation mit dem Roten Kreuz und dem interkulturellen Büro der Stadt Darmstadt bietet die Schule Elterngesprächskreise und den Kurs “Mama lernt Deutsch” an.
- Mit dem Projekt Klasse 2000 soll die Gesundheits- und Lebenskompetenz der Kinder frühzeitig und kontinuierlich gestärkt werden.
- Mit der Teilnahme an TÜV-Kids wird Technik altersgerecht selbst erforscht, entdeckt und erlebt.[11][12]
- Die Schüler werden bereits ab der ersten Klasse an das Thema Computer herangeführt. Dafür stehen in jedem Klassen- und Gruppenraum jeweils ein "Thin-Client" und in einem separaten Computerraum nochmals 16 "Thin-Clients" zur Verfügung.[13]
- Partnerschule zum Wissenschaftsjahr der Mathematik 2008.

### Arbeitsgemeinschaften
Die Heinrich-Heine-Schule bietet eine Anzahl von AGs an, die eine vergleichsweise große Akzeptanz aufweisen und musische, künstlerische, sprachliche sowie sportliche Arbeitsgruppen beinhalten. Schüler der Schule nahmen und nehmen unter anderem am  Mathematik-Wettbewerb Känguru der Mathematik teil. Arbeitsgemeinschaften sind:
| - Orff AG - Chor AG - Zirkus AG | - Kunst AG - Englisch AG - Französisch AG | - Mädchen-Fußball AG - Garten AG |

### Auszeichnungen
- Mit dem Konzept Spielen macht Schule war die Heinrich-Heine-Schule unter den ersten zehn Schulen in Deutschland, die von dem Verein “Mehr Zeit für Kinder” und dem Transferzentrum für Neurowissenschaften und Lernen (ZNL-Ulm) in Zusammenarbeit mit dem Hessischen Kultusministerium ausgezeichnet wurden.[14]
- Im Mai 2009 wurde der Heinrich-Heine-Schule das Teilzertifikat „Bewegung“ verliehen. Dies ist ein Baustein zum Gesamtzertifikat „Schule und Gesundheit“

### Betreuungsverein
An der Heinrich-Heine-Schule gibt es seit 1996 einen Betreuungsverein, der eine Betreuung der Kinder an den fünf Unterrichtstagen  von 7.45 - 8.45 Uhr und von 11.30 - 17.00 Uhr anbietet.

### Förderverein
Im Juni 2007 gründeten Eltern den Förderverein der Heinrich-Heine-Schule. 
Aufgabe des Vereins ist es, die Schüler der Heinrich-Heine-Schule sowohl finanziell als auch durch Ideen und Mitarbeit ihrer Mitglieder zu unterstützen. Projekte des Fördervereins sind:
- Einrichten einer Schülerbücherei
- Anlegen eines Schulgartens
- Anschaffung von Pausenspielkisten für jede Klasse